# Thomas Rohrbach (Ingenieur)
Thomas Rohrbach (* 1961 in Aalen) ist ein deutscher Ingenieur und Hochschullehrer.

## Leben
Thomas Rohrbach erlangte 1981 das Abitur am Max-Planck-Gymnasium Heidenheim. Anschließend studierte er Maschinenbau mit dem Schwerpunkt Energietechnik an der Universität Stuttgart. Seine Diplomarbeit verfasste er an der École des Mines in Paris und schloss das Studium 1988 als Diplomingenieur ab. Bis 1992 war er wissenschaftlicher Mitarbeiter am Fraunhofer-Institut für Solare Energiesysteme in Freiburg, Abteilung Energietechnik. 1997 promovierte er an der Universität Stuttgart, Institut für Thermodynamik und Wärmetechnik, über das Thema Untersuchungen von Katalysatoren für die interne Reformierung in Hochtemperaturbrennstoffzellen und thermisches Systemverhalten zum Doktoringenieur.
Danach war Thomas Rohrbach vier Jahre bei den Stadtwerken Saarbrücken als Mitarbeiter und Sachgebietsleiter des Bereichs Energieberatung für Energiedienstleistungen und Kundeninformation zuständig. Schwerpunkt seiner Aufgaben waren Konzepte zur Energieeinsparung bei Heizungs- und Klimaanlagen, Fragen der Fernwärmeversorgung sowie der Einsatz von Blockheizkraftwerken. Er baute auch die Saarbrücker "Solarschule" zur Förderung der Sonnenenergienutzung auf.
Thomas Rohrbach wurde zum Wintersemester 1999/2000 als Professor für die Lehrgebiete Thermodynamik, Heizungs- und Kältetechnik in den Fachbereich Versorgungstechnik der Fachhochschule für Technik Esslingen berufen. Er hält Vorlesungen in den Gebieten Thermodynamik, Heizungstechnik, Kältetechnik, Wärmerückgewinnung und Regenerative Energien, Feuerungstechnik und Wärmewirtschaft sowie Dezentrale Energietechnik. Zudem ist er Prodekan und stellvertretender Dekan in der Fakultät Naturwissenschaften, Energie- und Gebäudetechnik. Darüber hinaus ist er Leiter des Brennstoffzellen-Labors am Institut für nachhaltige Energietechnik und Mobilität der Hochschule Esslingen.

## Veröffentlichungen (Auswahl)
- Untersuchungen von Katalysatoren für die interne Reformierung in Hochtemperaturbrennstoffzellen und thermisches Systemverhalten. Universität Stuttgart, 1997.